# Nová Pláň
Nová Pláň (en allemand : Neurode) est une commune du district de Bruntál, dans la région de Moravie-Silésie, en République tchèque. Sa population s'élevait à 54 habitants en 2021.

## Géographie
Nová Pláň se trouve à 8 km au sud de Bruntál, à 58 km à l'ouest-nord-ouest d'Ostrava et à 218 km à l’est de Prague.
La commune est limitée par Mezina au nord, par Bruntál à l'est, par Roudno au sud, et par Lomnice à l'ouest.

## Histoire
La première mention écrite de la localité date de 1680.

## Transports
Par la route, Nová Pláň se trouve à 12 km de Bruntál, à 79 km d'Ostrava et à 284 km de Prague.